# Fläckig lövsvampbagge
Fläckig lövsvampbagge (Tetratoma ancora) är en skalbaggsart som beskrevs av Fabricius 1790. Fläckig lövsvampbagge ingår i släktet Tetratoma, och familjen skinnsvampbaggar. Arten är reproducerande i Sverige.